# Dodecateísmo
O helenismo (em grego: Ἑλληνισμός) ou religião nacional dos helenos (em grego: Ἑλληνικὴ εθνική θρησκεία), também designado de dodecateísmo (em grego: Δωδεκαθεϊσμός), reconstrucionismo politeísta ou neopaganismo helénico referem-se a diversos movimentos reconstrucionistas que tentam reviver, desde a década de 1990, as práticas religiosas da Grécia Antiga, readoptando o seu estilo de vida, as suas virtudes e  seus os valores. Desde 1997, na Grécia, o movimento tem sido institucionalizado pelo Supremo Conselho dos Gentios Helenos.

## Grupos e designações
Os revivalistas modernos ou reconstrucionistas do politeísmo helénico existem de diversas formas, tanto na Grécia como noutros países do mundo. Não existem práticas estandardizadas da religião, e os praticantes, sejam em grupo ou individualmente, usam uma diversidade de nomes sendo que refletem diferenças subtis nas crenças e práticas.
Estima-se que talvez dois mil gregos pratiquem a tradição helénica e étnica, e outros 100 mil pratiquem uma forma de helenismo (dados de 2005).
A organização grega YSEE (Ύπατο Συμβούλιο των Ελλήνων Εθνικών, Supremo Conselho dos Gentios Helenos, estabelecido em 1997) actua como uma organização protectora na Grécia, sendo um dos membros fundadores do World Congress of Ethnic Religions (em português, Congresso Mundial das Religiões Étnicas), e recebeu o 7.º Congresso Anual, em junho de 2004. YSEE é também membro do programa da União Europeia contra a discriminação. Em 2005, cerca de 2500 pessoas assistiram ao festival do YSEE, Promotheia.
O YSEE refere-se à religião como "politeísmo étnico", "tradição helénica" ou simplesmente "helenismo", e os seus praticantes como Ethnikoi Hellenes ou "gentios helenos".
Outra organização, Dodekatheon (Δωδεκάθεον, Dōdekátheon), usa o termo religião helénica (ἑλληνικὴ θρησκεία, hellēnikē thrēskeîa). Existe uma outra organização Helliniki Hetaireia Archaiophilon ou Societas Hellenica Antiquariorum, que prefere a denominação de "religião tradicional e helénica de Dodecatheon".
A organização americana Hellenion utiliza o termo "Hellenismos" (Ἑλληνισμός, Hellēnismós). Este termo corresponde à palavra helenismo que significa, no grego arcaico, civilização e cultura da Grécia Antiga, e actualmente refere-se ao povo grego e à sua cultura. O termo utilizado na religião advém da organização da Religião Grega efectuada pelo imperador romano Juliano. A designação de politeísmo helénico revivalista moderno foi popularizado por Andrew Campbell, autor de Old Stones, New Temples. Um outro grupo americano, Elaion, utiliza o termo "Dodekatheism". "Paganismo helénico" é algumas vezes utilizado nas listas de helenismo pagão (Hellenic Pagan). De qualquer forma, alguns politeístas helénicos, tais como os membros do YSEE, depreciam o uso da palavra "pagão", visto a palavra ser originalmente um insulto.
Outros termos de uso comum pelos politeístas helénicos revivalistas são "helénico", "reconstrucionismo grego", "tradicionalismo helénico" ou "olimpianismo". Aqueles cuja prática religiosa combina elementos gregos e romanos poderão usar termos como "paganismo greco-romano", "paganismo clássico" ou também "olimpianismo".
Fora da Grécia, as organizações de politeístas do reconstrucionismo helénico emergem por volta de 1998. Em Old Stones, New Temples, o primeiro livro anglo-saxónico sobre politeísmo helénico, o autor Drew Campbell identifica o "reconstrucionismo pagão" como tendo sido originado da insatisfação com o nível de autenticidade cultural da Wicca. A organização americana de politeísmo helénico, Hellenion, também identifica as suas práticas como "reconstrucionismo pagão helénico" e enfatiza a exactidão histórica nos seus estatutos de missão.
Em língua portuguesa, existe o site do RHB - Reconstrucionismo Helênico no Brasil, mantido por membros brasileiros da Hellenion e de outros grupos internacionais, como o Neokoroi americano e o Thyrsos da Grécia.

## Politeísmo helénico

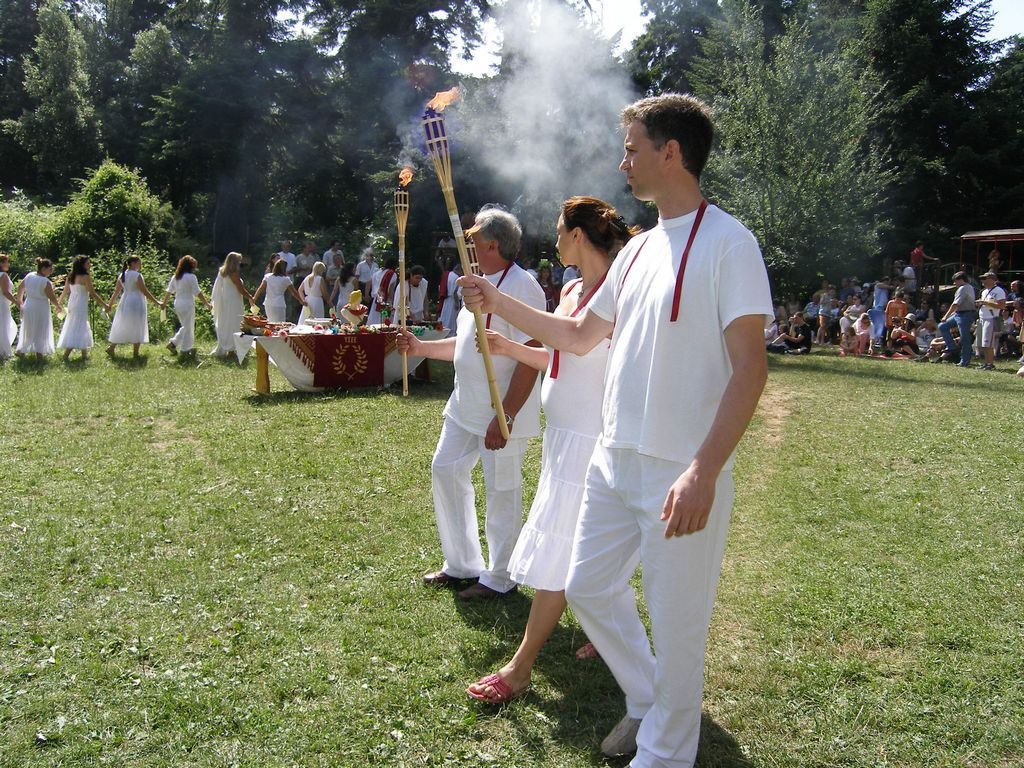
YSEE

A religião da Grécia Clássica era politeísta, tendo sido praticada na área circundante do Mar Egeu. É uma continuação das tradições do final da Idade do Bronze, do período micênico, e desde o século IV AEC evoluiu para uma religião helénica dominada pela religião de mistérios e durante o período romano pelo emergente monoteísmo do neoplatonismo. A expansão da prática religiosa helénica foi gradualmente sendo substituída pelo cristianismo seguindo os editais publicados pelo imperador Teodósio I nos finais do século IV.
O culto dos antigos helenos estendeu-se para além da península grega, isto é, para as ilhas e costas da Jónia na Ásia Menor, para a Magna Grécia (Sicília e Sul da Itália) e para as dispersas colónias gregas no Mediterrâneo ocidental, a exemplo de Massilia (Marselha). O antigo conceito grego de divindade era geralmente politeísta. As práticas religiosas variavam de local para local, mas os povos gregos reconheciam os doze deuses olímpicos (Zeus, Hera, Poseidon, Apolo, Ártemis, Afrodite, Ares, Hefesto, Atena, Hermes, Deméter, Héstia e Dioniso). Outros deuses e heróis eram também conhecidos na mitologia grega.

### Adoração
O acto público de adoração mais difundido na Grécia Antiga era o sacrifício, tanto de sementes como de sangue de animais sacrificados. Os seguidores dos vários deuses sacrificavam animais específicos para o deus ou deusa que estava a ser adorado. Os sacrifícios tinham múltiplas funções: efectuar um sacrifício como ponto culminante de um festival religioso e público que era realizado antes de uma tarefa importante para conseguir a atenção dos deuses, ou como parte de um rito de passagem.
Os templos da religião grega geralmente não eram locais de assembleia pública onde o povo se encontraria socialmente para rezar colectivamente dentro de paredes. A maioria dos templos tinham somente uma imagem de culto e um acumular de oferendas votivas que podia chegar a uma quantia equivalente a um tesouro.
As oferendas votivas eram oferecidas aos deuses pelos seus adoradores. Na maioria das vezes eram dadas em agradecimento pelos benefícios concedidos pelos deuses, em antecipação de favores divinos futuros ou para receber aconselhamentos oraculares do deus ou deusa (Hérodoto, 1.46). Também eram efectuadas ofertas para pedir perdão aos deuses por faltas que envolvessem crimes de sangue, impiedade ou violação de costumes religiosos. As oferendas eram mantidas durante algum tempo no santuário e depois eram ritualmente retiradas.

### Teologia
Nos termos antigos, os antigos gregos não tinham nada que se pudesse chamar de teologia sistematizada. A arte, a literatura e até a arquitectura desse tempo abundava de imagens e descrições de deuses e heróis gregos. A obra Teogonia de Hesíodo providencia-nos um mito da criação politeísta e uma ampla genealogia dos deuses gregos.
Na história tardia da religião clássica, os neoplatonistas, inclusive o imperador romano Juliano, tentaram organizar as religiões clássicas num sistema de crença uniforme ao qual deram o nome de Hellênismos. Juliano também tentou organizar os cultos helenistas e gregos numa hierarquia que se assemelhasse à do cristianismo. Estes esforços não tiveram grande resultado. Finalmente, o culto público da religião grega foi considerada ilegal pelo imperador Teodósio I, sendo reforçado pelos seus sucessores. A religião grega, estigmatizada como paganismo, a religião do povo rural (pagani), sobreviveu somente nas zonas rurais e foi absorvida em ritos e rituais cristianizados enquanto a Europa entrava na Idade Média.

### Crenças e práticas
Os politeístas helénicos adoram os antigos deuses gregos, inclusive os olímpicos, divindades da natureza, deuses do submundo e heróis. Tanto antepassados físicos e espirituais são adorados. É principalmente uma religião votiva ou devocional baseada na troca de oferendas a fim de obter a bênção dos deuses. As convicções éticas do politeísmo helénico moderno são muitas vezes inspiradas pelas virtudes do antigo grego, tais como reciprocidade, hospitalidade e moderação.
Não existe nenhuma "eclésia" central ou clero hierarquizado, apesar disso alguns grupos começaram a oferecer treinamento neste âmbito. Os praticantes solitários geralmente realizam os seus próprios rituais, aprendem sobre a religião e os deuses através de fontes primárias e fontes secundárias sobre a antiga religião grega, e através da experiência pessoal com os deuses. A informação adquirida através das experiências pessoais são muitas vezes referidas pelos grupos helénicos como gnosis pessoal não verificada (Unverified Personal Gonis ou UPG), tratando-se de um empréstimo do Asatrú.
O principal valor do helenismo é a eusebeia, muitas vezes traduzida como "piedade". Isto implica um compromisso em relação à adoração dos deuses helénicos e à prática das crenças da religião. Outros valores nucleares são a reciprocidade (amoivaiótita), hospitalidade (xenia), auto-controlo (sophrosyne) e moderação (enkrateia).

## Reconstrucionismo
No politeísmo, o reconstrucionismo politeísta é uma metodologia que tenta colocar a prática religiosa de base moderna com a mesma autenticidade cultural e histórica das práticas religiosas antigas. O termo é normalmente utilizado nos Estados Unidos para diferenciar os movimentos neopagãos sincréticos dos ecléticos e daqueles baseados em tradições, textos, história e mitologia de uma antiga cultura politeísta específica.
Em contraste com as tradições ecléticas, os reconstrucionistas estão bem orientados culturalmente e tentam reconstruir formas históricas de paganismo num contexto moderno. Por isso, os reconstrucionistas (helénicos, romanos, keméticos, celtas, germânicos, bálticos, eslavos) têm como objectivo o renascimento das crenças e práticas históricas da Grécia Antiga, Roma Antiga, do Antigo Egipto, dos celtas, povos germanos, bálticos e eslavos respectivamente.

## Controvérsia política e discriminação
As organizações de politeísmo helénico moderno são na sua maioria "revivalistas" ou reconstrucionistas, mas muitos aderentes, entre eles Panagiotis Marinisin do grupo Dodecatheon da Grécia, têm declarado que a religião da Grécia Antiga sobreviveu ao longo dos séculos, e que ele próprio cresceu numa família que praticava esta religião.
Quer acreditem ou não que a tradição religiosa do politeísmo helénico tenha persistido, existe uma evidência de que o politeísmo helénico grego vê o movimento como uma expressão da herança cultural grega em oposição à Igreja Ortodoxa Grega, que é religião dominante na Grécia. O Dodecatheon e o YSEE utilizam ambos os termos "tradicional" e "étnico" para se referirem às suas práticas religiosas, e o YSEE é um dos membros fundadores do Congresso Mundial das Religiões Étnicas (em inglês, World Congress of Ethnic Religions). O autor de politeísmo grego, Vlassis Rassias, tem escrito numa série popular de livros sobre as "perseguições cristãs aos helenos", e a organização da "Igreja dos Helenos" pede a exterminação total do cristianismo enquanto o grupo de Atenas Ellinais enfatiza a "paz mundial e a irmandade dos Homens".
Os Jogos Olímpicos de Verão de 2004 defrontaram-se com diversas disputas relacionadas com a religião politeísta helénica.
- O professor Giorgos Dontas, presidente da Sociedade Arqueológica de Atenas, expressou publicamente a escandalosa destruição dos antigos locais arqueológicos do Partenon e da Acrópole aquando da preparação dos Jogos.[20]
- A correspondente da MSNBC, Rehema Ellis, numa história chamada Para mim é grego: grupo tenta restaurar a adoração pagã, documentou o vandalismo e o fogo posto numa livraria de Atenas que vendia livros que promoviam a religião da Grécia Antiga, e entrevistou diversos praticantes da antiga religião grega que se encontravam aborrecidos com os acontecimentos decorridos na Grécia. Ellis diz:"Existe um contraste neste lugar onde os Jogos Olímpicos foram criados para honrar Zeus, mas agora aqueles que rezam aos antigos deuses são criticados por colocarem muita fé no passado."
- Em maio de 2006, um tribunal de Atenas concedeu oficialmente o reconhecimento da veneração do panteão da Grécia Antiga. Referindo-se à decisão do tribunal, o Patriarca Eustathios Kollas, que preside uma comunidade de padres da Igreja Ortodoxa, diz: "São uma mão cheia de ressuscitadores miseráveis de uma religião morta e degenerada que desejam voltar à monstruosa e penumbrosa ilusão do passado."[21]

## Politeísmo helénico e Wicca
A adoração dos deuses é frequentemente incorporada nas práticas religiosas neopagãs tal como a Wicca, mas não existe qualquer ligação entre a forma espiritual ecléctica e a tradição helénica.
Não existe uma ligação real entre o helenismo e Wicca, inexistindo qualquer forma partilhada de código ético, práticas, valores morais, instituições, tradições e rituais comuns, textos sagrados reconhecidos ou História. As religiões que têm alguma ligação em comum com o helenismo incluem muitas religiões reconstrucionistas tais como Asatrú, Religio Romana, Romuvam, reconstrucionismo celta e muitas outras religiões indígenas.
Apesar de alguns coventículos ou praticantes solitários dedicarem-se a deuses gregos específicos, a Wicca não exige que os praticantes se dediquem exclusivamente a um panteão. A adoração wiccana de deuses gregos acontece num contexto ecléctico, aproximando-se da mitologia de muitas culturas. Esta diferença de aproximação causou alguma tensão entre wiccanos e politeístas helénicos que se consideram reconstrucionistas.